# Temeshidegkút

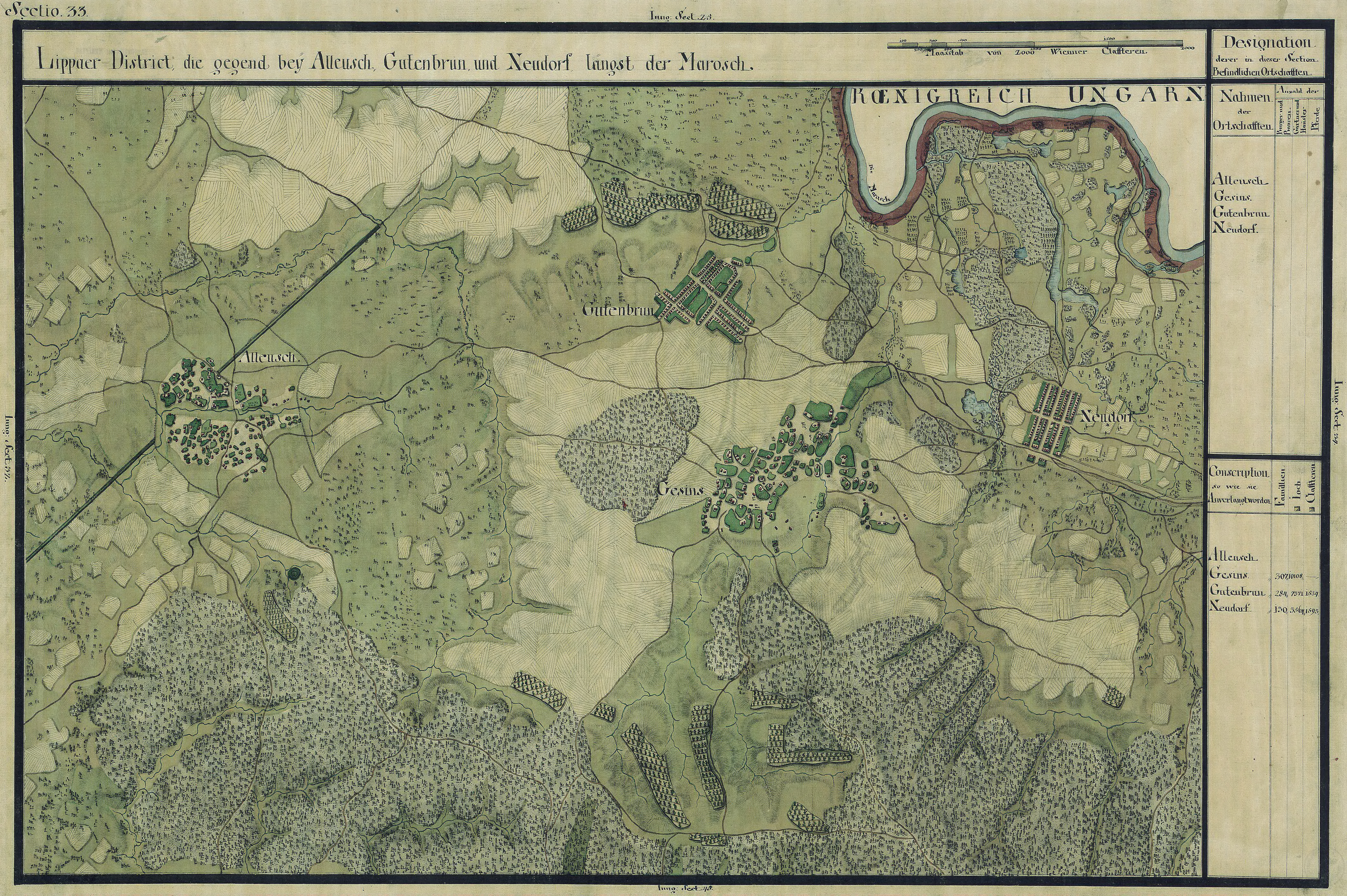
Temeshidegkút környéke 1770 körül

Temeshidegkút (románul: Zăbrani, németül: Guttenbrunn) település Romániában, Arad megyében.

## Fekvése
Aradtól délkeletre, Lippától délnyugatra, a Maros közelében, Cseralja és Zabrány közt fekvő település. A DN62-es út halad át rajta.

## Története
A településtől északnyugatra 300 méterre őskőkorszaki valamint a La Tène kultúrához tartozó települések maradványait tárták fel. Az új negyedben illetve a falutól 200 méterre nyugatra, 2–3. századi római és szarmata-dák temetkezési helyekre bukkantak.
Temeshidegkút nevét 1463-ban említette először oklevél Hyydegfew néven. 1561-es adólajstrom említette  nevét Hydegkwth formában. 1717-ben Sedekut, 1720-1723-ban Guttenbrunn, 1723-1725-ben Edekut, 1808-ban Hidegkút, Guttenbrun, Hajdekút néven írták.
A település királyi birtok és vásáros hely volt; a 18. században elnéptelenedett. 1727-ben Szászországból és Ausztriából érkezett németek telepedtek le itt.
Fényes Elek 1851-ben írta a településről: „Guttenbrunn, magyarul Hidegkút, oláhul Hajdekut, Temes vármegyében, a Maros mellékén fekszik. Van itt 2544 római katholikus, 198 görögkatolikus, 91 óhitű, 3 zsidó; 5 egész, 182 fél, 88 negyed, 1 nyolczad telek, 19 zsellér, 62 szerződési zsellér, 135 lakó, 87 mesterember, 5 kereskedő, derék római katholikus templom, szép paplak, nagy vendégfogadó, postahivatal. Határa 6688 hold,...Határát a Maros keresztülfutja, és egy árok, melly római sáncznak neveztetik. Végre nevezetes e város pompás hidegforrásáról, melly körül gyülekeztek az első gyarmatosok Szászországból és Ausztriából 1724-ben s e forráskutat tetővel befedvén, pecsétjük is tartalmazza. Országvásárt 3 tart, ugy mint január 17, május 16, september 17-kén; ezenkívül hetivásárokat minden csütörtökön. Birtokosa a királyi kincstár.”
A 20. század elején Temes vármegye Lippai járásához tartozott.
1910-ben 2999 lakosából 2658 német, 250 román, 190 magyar volt. Ebből 2744 római katolikus, 136 görögkeleti ortodox, 112 görögkatolikus volt.

## Nevezetességek
- A két templom közötti útszakasz utcafrontja az út mindkét oldalán műemlékként van nyilvántartva az AR-II-a-A-00660 sorszámon.[2]
- Római katolikus templomát 1872-ben szentelték fel a Szent Kereszt megtalálása tiszteletére.

## Személyek
- Itt született Adam Müller-Guttenbrunn (1852–1923) bánáti sváb író, költő